# Snowboard-Europacup 2014/15
Der Snowboard-Europacup 2014/15 war eine von der FIS organisierte Wettkampfserie, die zum Unterbau des Snowboard-Weltcups 2014/15 gehörte. Sie begann am 27. November 2014 in Landgraaf und endete am 19. April 2015 in Corvatsch.

## Männer

### Podestplätze Männer
| Datum             | Austragungsort    | Disz.                 | Sieger              | Zweiter                | Dritter              |
| ----------------- | ----------------- | --------------------- | ------------------- | ---------------------- | -------------------- |
| 27. November 2014 | Landgraaf         | Slopestyle            | Niek van der Velden | Erik Bastiaansen       | Petr Horák           |
| 28. November 2014 | Landgraaf         | Slopestyle            | Petr Horák          | Sebastien Konijnenberg | Erik Bastiaansen     |
| 4. Dezember 2014  | Pitztal           | Snowboardcross        | Konstantin Schad    | Hagen Kearney          | Alex Pullin          |
| 17. Januar 2015   | Isola 2000        | Snowboardcross        | Nathan Birrien      | Tim Watter             | Jakob Dusek          |
| 18. Januar 2015   | Isola 2000        | Snowboardcross        | Tim Watter          | Fabio Cordi            | Nick Watter          |
| 30. Januar 2015   | Livigno           | Parallel-Riesenslalom | Maurizio Bormolini  | Daniele Bagozza        | Hannes Hofer         |
| 31. Januar 2015   | Livigno           | Parallel-Riesenslalom | Maurizio Bormolini  | Lukas Schneeberger     | Luca Ponti           |
| 31. Januar 2015   | Puy-Saint-Vincent | Snowboardcross        | Emanuel Perathoner  | Pierre Vaultier        | Tim Watter           |
| 1. Februar 2015   | Puy-Saint-Vincent | Snowboardcross        | Pierre Vaultier     | Tim Watter             | Jérôme Lymann        |
| 7. Februar 2015   | Cortina d’Ampezzo | Snowboardcross        | Pierre Vaultier     | Lucas Eguibar          | Jérôme Lymann        |
| 7. Februar 2015   | Bjelašnica        | Slopestyle            | Ondřej Porkert      | Simon Gschaider        | Artūrs Cukunde       |
| 8. Februar 2015   | Bjelašnica        | Big Air               | Dušan Kříž          | Alois Lindmoser        | Simon Gschaider      |
| 14. Februar 2015  | Grasgehren        | Snowboardcross        | Konstantin Schad    | Hanno Douschan         | Anton Chepkasov      |
| 15. Februar 2015  | Grasgehren        | Snowboardcross        | Tim Watter          | Markus Schairer        | Paul Berg            |
| 14. Februar 2015  | Kayseri           | Parallelslalom        | Maurizio Bormolini  | Johann Stefaner        | Hannes Hofer         |
| 15. Februar 2015  | Kayseri           | Parallelslalom        | Maurizio Bormolini  | Jure Hafner            | Dario Caviezel       |
| 21. Februar 2015  | Lenzerheide       | Parallelslalom        | Dario Caviezel      | Lukas Schneeberger     | Hannes Hofer         |
| 22. Februar 2015  | Lenzerheide       | Parallelslalom        | Silvan Flepp        | Dario Caviezel         | Nevin Galmarini      |
| 24. Februar 2015  | Mariańskie Łaźnie | Parallelslalom        | Lukas Schneeberger  | Arvid Auner            | Silvan Flepp         |
| 25. Februar 2015  | Mariańskie Łaźnie | Parallelslalom        | Maurizio Bormolini  | Dario Caviezel         | David Mueller        |
| 8. März 2015      | Kopaonik          | Slopestyle            | Artūrs Cukunde      | Petar Gioszarkow       | Dušan Kříž           |
| 17. März 2015     | Rogla             | Parallel-Riesenslalom | Rok Marguč          | Sebastian Kislinger    | Stefan Baumeister    |
| 18. März 2015     | Rogla             | Parallelslalom        | Benjamin Karl       | Masaki Shiba           | Sebastian Kislinger  |
| 19. März 2015     | Rogla             | Big Air               | Emil Zulian         | Dmitri Mindrul         | Alois Lindmoser      |
| 20. März 2015     | Rogla             | Big Air               | Emil Zulian         | Simon Gschaider        | Marc-Philippe Schumy |
| 20. März 2015     | Lenk              | Snowboardcross        | Maciej Jodko        | Jakob Dusek            | Andreas Fischle      |
| 21. März 2015     | Lenk              | Snowboardcross        | Lukas Pachner       | Maciej Jodko           | Léo Le Blé Jaques    |
| 21. März 2015     | Ratschings        | Parallelslalom        | Dario Caviezel      | Mirko Felicetti        | Edwin Coratti        |
| 22. März 2015     | Ratschings        | Parallelslalom        | Maurizio Bormolini  | Edwin Coratti          | Dario Caviezel       |
| 23. März 2015     | Štrbské Pleso     | Slopestyle            | Petar Gioszarkow    | Petr Horák             | Alois Lindmoser      |
| 24. März 2015     | Štrbské Pleso     | Slopestyle            | Emil Zulian         | Alois Lindmoser        | Petr Horák           |
| 27. März 2015     | Bad Gastein       | Snowboardcross        | Alessandro Hämmerle | Tony Ramoin            | Tim Watter           |
| 28. März 2015     | Bad Gastein       | Snowboardcross        | Hanno Douschan      | Tony Ramoin            | Pierre Ramoin        |
| 18. April 2015    | Corvatsch         | Slopestyle            | Lucien Koch         | Jonas Boesiger         | Petr Horák           |
| 19. April 2015    | Corvatsch         | Halfpipe              | Patrick Burgener    | Jan Scherrer           | Jan Kralj            |

### Gesamtwertungen Männer
| Rang | Name               | Punkte |
| ---- | ------------------ | ------ |
| 1    | Maurizio Bormolini | 3720   |
| 2    | Dario Caviezel     | 3465   |
| 3    | Silvan Flepp       | 2395   |
| 4    | Lukas Schneeberger | 2299   |
| 5    | Johann Stefaner    | 2150   |
| 6    | David Müller       | 1810   |
| 7    | Hannes Hofer       | 1732   |
| 8    | Jure Hafner        | 1085   |
| 9    | Masaki Shiba       | 1030   |
| 10   | Stefan Baumeister  | 900    |

| Rang | Name             | Punkte |
| ---- | ---------------- | ------ |
| 1    | Tim Watter       | 2469   |
| 2    | Lukas Pachner    | 1697   |
| 3    | Tony Ramoin      | 1675   |
| 4    | Pierre Vaultier  | 1400   |
| 5    | Maciej Jodko     | 1292   |
| 6    | Jakob Dusek      | 1282   |
| 7    | Konstantin Schad | 1250   |
| 8    | Jérôme Lymann    | 1180   |
| 9    | Hanno Douschan   | 1175   |
| 10   | Anton Chepkasov  | 1077   |

| Rang | Name             | Punkte |
| ---- | ---------------- | ------ |
| 1    | Patrick Burgener | 500    |
| 2    | Jan Scherrer     | 400    |
| 3    | Jan Kralj        | 300    |
| 4    | Dario Burch      | 250    |
| 5    | Filip Kavcic     | 225    |
| 6    | Liam Tourki      | 200    |
| 7    | Tit Štante       | 180    |
| 8    | Yannick Hermann  | 160    |
| 9    | Max Kralj Kos    | 145    |
| 10   | Victor Ivanov    | 130    |

| Rang | Name                | Punkte |
| ---- | ------------------- | ------ |
| 1    | Petr Horák          | 1800   |
| 2    | Petar Gioszarkow    | 1555   |
| 3    | Alois Lindmoser     | 1211   |
| 4    | Artūrs Cukunde      | 1149   |
| 5    | Ondřej Porkert      | 772    |
| 6    | Emil Zulian         | 750    |
| 7    | Martin Mikyska      | 740    |
| 8    | Erik Bastiaansen    | 700    |
| 9    | Toms Petrusevics    | 675    |
| 10   | Niek van der Velden | 610    |

| Rang | Name                 | Punkte |
| ---- | -------------------- | ------ |
| 1    | Emil Zulian          | 1000   |
| 2    | Alois Lindmoser      | 950    |
| 3    | Simon Gschaider      | 860    |
| 4    | Dmitri Mindrul       | 720    |
| 5    | Marc-Philippe Schumy | 705    |
| 6    | Dušan Kříž           | 500    |
| 7    | Ihnat Siadanau       | 490    |
| 8    | Julian Maschl        | 435    |
| 9    | Tit Štante           | 360    |
| 10   | Roland Hörtnagl      | 345    |

## Frauen

### Podestplätze Frauen
| Datum             | Austragungsort    | Disz.                 | Sieger              | Zweiter             | Dritter              |
| ----------------- | ----------------- | --------------------- | ------------------- | ------------------- | -------------------- |
| 27. November 2014 | Landgraaf         | Slopestyle            | Babs Barnhoorn      | Chloe Schllieres    | Marion Haerty        |
| 28. November 2014 | Landgraaf         | Slopestyle            | Chloe Schllieres    | Marion Haerty       | Maria Hidalgo        |
| 4. Dezember 2014  | Pitztal           | Snowboardcross        | Belle Brockhoff     | Nelly Moenne-Loccoz | Charlotte Bankes     |
| 17. Januar 2015   | Isola 2000        | Snowboardcross        | Alexandra Hasler    | Deborah Pleisch     | Manon Petit          |
| 18. Januar 2015   | Isola 2000        | Snowboardcross        | Francesca Gallina   | Alexandra Hasler    | Simona Meiler        |
| 30. Januar 2015   | Livigno           | Parallel-Riesenslalom | Carolin Langenhorst | Elisa Profanter     | Bernadette Ernst     |
| 31. Januar 2015   | Livigno           | Parallel-Riesenslalom | Bernadette Ernst    | Melanie Hochreiter  | Larissa Gasser       |
| 31. Januar 2015   | Puy-Saint-Vincent | Snowboardcross        | Charlotte Bankes    | Juliette Lefevre    | Rafaella Brutto      |
| 1. Februar 2015   | Puy-Saint-Vincent | Snowboardcross        | Charlotte Bankes    | Rafaella Brutto     | Sheyenne Bur         |
| 7. Februar 2015   | Cortina d’Ampezzo | Snowboardcross        | Charlotte Bankes    | Rafaella Brutto     | Zoe Gillings-Brier   |
| 7. Februar 2015   | Bjelašnica        | Slopestyle            | Kateřina Vojáčková  | Eva Kralj           | Lizawieta Pliuta     |
| 8. Februar 2015   | Bjelašnica        | Big Air               | Kateřina Vojáčková  | Lea Jugovac         | Sara Domajnko        |
| 14. Februar 2015  | Grasgehren        | Snowboardcross        | Nelly Moenne-Loccoz | Chloé Trespeuch     | Charlotte Bankes     |
| 15. Februar 2015  | Grasgehren        | Snowboardcross        | Nelly Moenne-Loccoz | Simona Meiler       | Alexandra Hasler     |
| 14. Februar 2015  | Kayseri           | Parallelslalom        | Yvonne Schütz       | Michelle Dekker     | Elisa Profanter      |
| 15. Februar 2015  | Kayseri           | Parallelslalom        | Daniela Ulbing      | Ina Meschik         | Melanie Hochreiter   |
| 21. Februar 2015  | Lenzerheide       | Parallelslalom        | Julie Zogg          | Sabine Schöffmann   | Gloria Kotnik        |
| 22. Februar 2015  | Lenzerheide       | Parallelslalom        | Sabine Schöffmann   | Michelle Dekker     | Gloria Kotnik        |
| 24. Februar 2015  | Mariańskie Łaźnie | Parallelslalom        | Yvonne Schütz       | Daniela Ulbing      | Michelle Dekker      |
| 25. Februar 2015  | Mariańskie Łaźnie | Parallelslalom        | Daniela Ulbing      | Michelle Dekker     | Bernadette Ernst     |
| 8. März 2015      | Kopaonik          | Slopestyle            | Jekatierina Kosowa  | Lea Jugovac         | Angelina Milutinović |
| 17. März 2015     | Rogla             | Parallel-Riesenslalom | Ina Meschik         | Gloria Kotnik       | Daniela Ulbing       |
| 18. März 2015     | Rogla             | Parallelslalom        | Gloria Kotnik       | Daniela Ulbing      | Weronika Biela       |
| 19. März 2015     | Rogla             | Big Air               | Kateřina Vojáčková  | Lea Jugovac         | Jekatierina Kosowa   |
| 20. März 2015     | Rogla             | Big Air               | Kateřina Vojáčková  | Lea Jugovac         | Lizawieta Pliuta     |
| 20. März 2015     | Lenk              | Snowboardcross        | Alexandra Hasler    | Vendula Hopjakova   | Zoe Gillings-Brier   |
| 21. März 2015     | Lenk              | Snowboardcross        | Zoe Gillings-Brier  | Manon Petit         | Luca Berg            |
| 21. März 2015     | Ratschings        | Parallelslalom        | Julie Zogg          | Eri Yanetani        | Nadya Ochner         |
| 22. März 2015     | Ratschings        | Parallelslalom        | Daniela Ulbing      | Cheyenne Loch       | Melanie Hochreiter   |
| 23. März 2015     | Štrbské Pleso     | Slopestyle            | Kateřina Vojáčková  | Malla Partanen      | Jekatierina Kosowa   |
| 24. März 2015     | Štrbské Pleso     | Slopestyle            | Kateřina Vojáčková  | Jekatierina Kosowa  | Eva Kralj            |
| 27. März 2015     | Bad Gastein       | Snowboardcross        | Charlotte Bankes    | Alexandra Hasler    | Sheyenne Bur         |
| 28. März 2015     | Bad Gastein       | Snowboardcross        | Susanne Moll        | Zoe Gillings-Brier  | Sheyenne Bur         |
| 18. April 2015    | Corvatsch         | Slopestyle            | Carla Somaini       | Celia Petrig        | Elena Könz           |
| 19. April 2015    | Corvatsch         | Halfpipe              | Verena Rohrer       | Carla Somaini       | Ramona Petrig        |

### Gesamtwertungen Frauen
| Rang | Name                | Punkte |
| ---- | ------------------- | ------ |
| 1    | Daniela Ulbing      | 3050   |
| 2    | Bernadette Ernst    | 2400   |
| 3    | Yvonne Schütz       | 2311   |
| 4    | Michelle Dekker     | 2215   |
| 5    | Melanie Hochreiter  | 2090   |
| 6    | Carolin Langenhorst | 2065   |
| 7    | Elisa Profanter     | 1973   |
| 8    | Ina Meschik         | 1830   |
| 9    | Larissa Gasser      | 1610   |
| 10   | Gloria Kotnik       | 1500   |

| Rang | Name                | Punkte |
| ---- | ------------------- | ------ |
| 1    | Alexandra Hasler    | 2915   |
| 2    | Charlotte Bankes    | 2614   |
| 3    | Zoe Gillings-Brier  | 1805   |
| 4    | Francesca Gallina   | 1750   |
| 5    | Emma Bernard        | 1625   |
| 6    | Stefanie Rieder     | 1560   |
| 7    | Manon Petit         | 1542   |
| 8    | Simona Meiler       | 1535   |
| 9    | Nelly Moenne-Loccoz | 1400   |
| 10   | Susanne Moll        | 1390   |

| Rang | Name           | Punkte |
| ---- | -------------- | ------ |
| 1    | Verena Rohrer  | 500    |
| 2    | Carla Somaini  | 400    |
| 3    | Ramona Petrig  | 300    |
| 4    | Henna Ikola    | 250    |
| 5    | Malla Partanen | 225    |
| 6    | Celia Petrig   | 200    |
| 7    | Ayla Thidling  | 180    |
| 8    | Ariane Burri   | 160    |
| 9    | Anni Halonen   | 145    |
| 10   | Eva Kralj      | 130    |

| Rang | Name                 | Punkte |
| ---- | -------------------- | ------ |
| 1    | Kateřina Vojáčková   | 2045   |
| 2    | Jekatierina Kosowa   | 1835   |
| 3    | Lea Jugovac          | 1365   |
| 4    | Eva Kralj            | 1140   |
| 5    | Malla Partanen       | 1025   |
| 6    | Chloe Sillieres      | 900    |
| 7    | Angelina Milutinović | 820    |
| 8    | Zuzana Medlova       | 725    |
| 9    | Marion Haerty        | 700    |
| 10   | Babs Barnhoorn       | 660    |

| Rang | Name                 | Punkte |
| ---- | -------------------- | ------ |
| 1    | Kateřina Vojáčková   | 1500   |
| 2    | Lea Jugovac          | 1200   |
| 3    | Lizawieta Pliuta     | 750    |
| 4    | Jekatierina Kosowa   | 550    |
| 5    | Paola Blašković      | 500    |
| 6    | Angelina Milutinović | 405    |
| 7    | Sara Domajnko        | 300    |
| 8    | Megi Maglica         | 200    |
| 8    | Ana Rumiha           | 200    |
| 10   | Monica Marot         | 160    |